# Chocolat (2000)
Chocolat is een Brits-Amerikaanse film uit 2000, gebaseerd op de gelijknamige roman van Joanne Harris uit 1999, geregisseerd door Lasse Hallström. Het vertelt het verhaal van de jonge moeder Vianne Rocher die met haar dochter Anouk aankomt in het fictieve Franse dorpje Lansquenet-sous-Tannes. Daar opent zij de kleine chocolaterie La Céleste Praline. Viannes chocolade verandert door haar magie het leven van de dorpelingen.
De film werd opgenomen in het dorp Flavigny-sur-Ozerain.

## Verhaal
In het Franse dorpje Lansquenet is al jarenlang niets bijzonders gebeurd. Het dorpje staat onder het strenge bestuur van de burgemeester, de Comte de Reynaud (Alfred Molina). Hij stelt alle regels vast en schrijft zelfs de preken voor de lokale pastoor Père Henri. Wanneer de vrijgevochten Vianne Rocher (gespeeld door Juliette Binoche) zich samen met haar dochtertje Anouk in het dorpje vestigt gebeuren er ineens allerlei voor de dorpsbewoners vreemde dingen. Ze huurt een winkelpand van de oude, stugge Armande Voizin (Judi Dench) en opent een chocolaterie. De officiële opening vindt plaats tijdens de vastentijd, iets waar een groot deel van het dorp schande van spreekt.
Vianne blijkt de magische gave te hebben te weten wat de favoriete chocoladesoort is van haar klanten. De enige persoon bij wie ze dat verkeerd inschat is de zigeuner Roux, gespeeld door Johnny Depp. Viannes openheid en vriendelijkheid zorgen ervoor dat de dorpelingen langzamerhand opener worden en de sfeer in het dorp vriendelijker. De burgemeester die jarenlang alle touwtjes in handen heeft gehad heeft het hier vreselijk moeilijk mee, evenals Serge Muscat, een dorpsbewoner en café-eigenaar (gespeeld door Peter Stormare) die zijn vrouw mishandelt. Serges vrouw Josephine Muscat (Lena Olin) raakt bevriend met Vianne en Serges geheim dreigt uit te komen, waardoor Serge de burgemeester wel wil helpen een einde te maken aan al deze door Vianne aangezwengelde moderniseringen in het dorp. Wanneer Reynaud tegen Serge zegt dat "er een einde aan moet komen" vat Serge dit letterlijk op en steekt hij de boten van Roux, de rondtrekkende zigeuner op wie Vianne verliefd is geworden, in brand. Er vallen geen doden maar de schade is aanzienlijk. Wanneer Reynaud erachter komt dat Serge de brandstichter is stuurt hij Serge het dorp uit en verbiedt hij hem ooit terug te keren.
Burgemeester Reynaud "smelt" langzaam en ziet de veranderingen die doorgevoerd worden uiteindelijk zelf ook als verbeteringen. Vianne wordt uiteindelijk  geaccepteerd in de gemeenschap en Josephine Muscat neemt, wanneer Serge gevlucht is, zijn café over en start een nieuw leven. Roux, de zigeuner, keert terug in de zomer om Vianne en Anouk te bezoeken.

## Rolverdeling
| Acteur                 | Personage          |
| ---------------------- | ------------------ |
| Juliette Binoche       | Vianne Rocher      |
| Victoire Thivisol      | Anouk              |
| Alfred Molina          | Comte de Reynaud   |
| Carrie-Anne Moss       | Caroline Clairmont |
| Judi Dench             | Armande Voizin     |
| Johnny Depp            | Roux               |
| Antonio Gil Martinez   | Jean-Marc Drou     |
| Helene Cardona         | Francoise Drou     |
| Hugh O'Conor           | Père Henri         |
| Harrison Pratt         | Dedou Drou         |
| Gaelan Connell         | Didi Drou          |
| Lena Olin              | Joséphine Muscat   |
| Elisabeth Commelin     | Yvette Marceau     |
| Peter Stormare         | Serge Muscat       |
| Ron Cook               | Alphonse Marceau   |
| Aurelien Parent Koenig | Luc Clairmont      |
| John Wood              | Guillaume Blerot   |
| Leslie Caron           | Madame Audel       |

## Trivia
- De titelsong van Chocolat werd mede geschreven door Django Rheinhardt. De film kreeg vijf Oscarnominaties, waarvan een voor de muziek.
- Tijdens de opnames moest Depps personage veel chocolade 'proeven', terwijl hij daar op zijn zachtst gezegd helemaal niet van hield en het na elke take uitspuugde. Als kind was hij allergisch voor chocolade.